# Macaos Grand Prix
Macaos Grand Prix är en biltävling som körs varje år på Macaos gator. 
Banan, som heter Circuito de Guia, anses vara en av världens svåraste banor att köra, då det är enormt smalt mellan barriärerna. Den mest kända tävlingen i Macau är Formel 3-racet, som genom åren har haft vinnare som Ayrton Senna och Michael Schumacher. Sedan 2005 avslutar WTCC sin säsong i Macau.

## Pallplacerade förare

### Formel 3
| År   | Vinnare                | Tvåa                   | Trea                |
| ---- | ---------------------- | ---------------------- | ------------------- |
| 1999 | Darren Manning         | Jenson Button          | Daisuke Ito         |
| 2000 | André Couto            | Paolo Montin           | Ryo Fukuda          |
| 2001 | Takuma Sato            | Benoît Tréluyer        | Björn Wirdheim      |
| 2002 | Tristan Gommendy       | Heikki Kovalainen      | Takashi Kogure      |
| 2003 | Nicolas Lapierre       | Fabio Carbone          | Katsuyuki Hiranaka  |
| 2004 | Alexandre Prémat       | Robert Kubica          | Lucas di Grassi     |
| 2005 | Lucas di Grassi        | Robert Kubica          | Sebastian Vettel    |
| 2006 | Mike Conway            | Richard Antinucci      | Adrian Sutil        |
| 2007 | Oliver Jarvis          | Koudai Tsukakoshi      | Kazuya Oshima       |
| 2008 | Keisuke Kunimoto       | Edoardo Mortara        | Brendon Hartley     |
| 2009 | Edoardo Mortara        | Jean-Karl Vernay       | Sam Bird            |
| 2010 | Edoardo Mortara        | Laurens Vanthoor       | Valtteri Bottas     |
| 2011 | Daniel Juncadella      | Felipe Nasr            | Marco Wittmann      |
| 2012 | António Félix da Costa | Felix Rosenqvist       | Alex Lynn           |
| 2013 | Alex Lynn              | António Félix da Costa | Pipo Derani         |
| 2014 | Felix Rosenqvist       | Lucas Auer             | Nick Cassidy        |
| 2015 | Felix Rosenqvist       | Charles Leclerc        | Alexander Sims      |
| 2016 | António Félix da Costa | Felix Rosenqvist       | Sérgio Sette Câmara |
| 2017 | Dan Ticktum            | Lando Norris           | Ralf Aron           |
| 2018 | Dan Ticktum            | Joel Eriksson          | Sacha Fenestraz     |
| 2019 | Richard Verschoor      | Jüri Vips              | Logan Sargeant      |
| 2020 | Hon Chio Leong         | Wing Chung Chang       | Li Sicheng          |
| 2021 | Hon Chio Leong         | Wing Chung Chang       | Li Sicheng          |
| 2022 | Wing Chung Chang       | Gerrard Xie            | Hon Chio Leong      |
| 2023 | Luke Browning          | Dennis Hauger          | Gabriele Mini       |